# USS Skate (1957)
De USS Skate (SSN-578) was een kernonderzeeër en de eerste boot die door het zee-ijs brak op de Noordpool. De kernonderzeeër werd in 1957 in dienst gesteld en 29 jaar later uit dienst genomen. De boot droeg als derde van de Amerikaanse marine de naam Skate. Het was ook de naamgever voor de Skate-klasse, die uit vier kernonderzeeërs heeft bestaan.

## Bouw
De order voor de bouw van de kernonderzeeër werd op 18 juli 1955 geplaatst. De kiel van de Skate werd gelegd bij Electric Boat Division in Groton, Connecticut op 21 juli 1955. De scheepsdoop en tewaterlating vonden plaats op 16 mei 1957 en de kernonderzeeër werd in de vaart genomen op 23 december 1957. De eerste kapitein was James Calvert.

## Activiteiten
Na een aantal testvaarten voer de Skate op 30 juli 1958 naar het noorden en maakte daar gedurende 10 dagen diverse vaarten onder het zee-ijs van het noordpoolgebied. Hij legde hierbij een afstand af van 3900 kilometer (2400 zeemijl) en brak gedurende de reis negen keer door het zee-ijs om aan het oppervlak te komen.

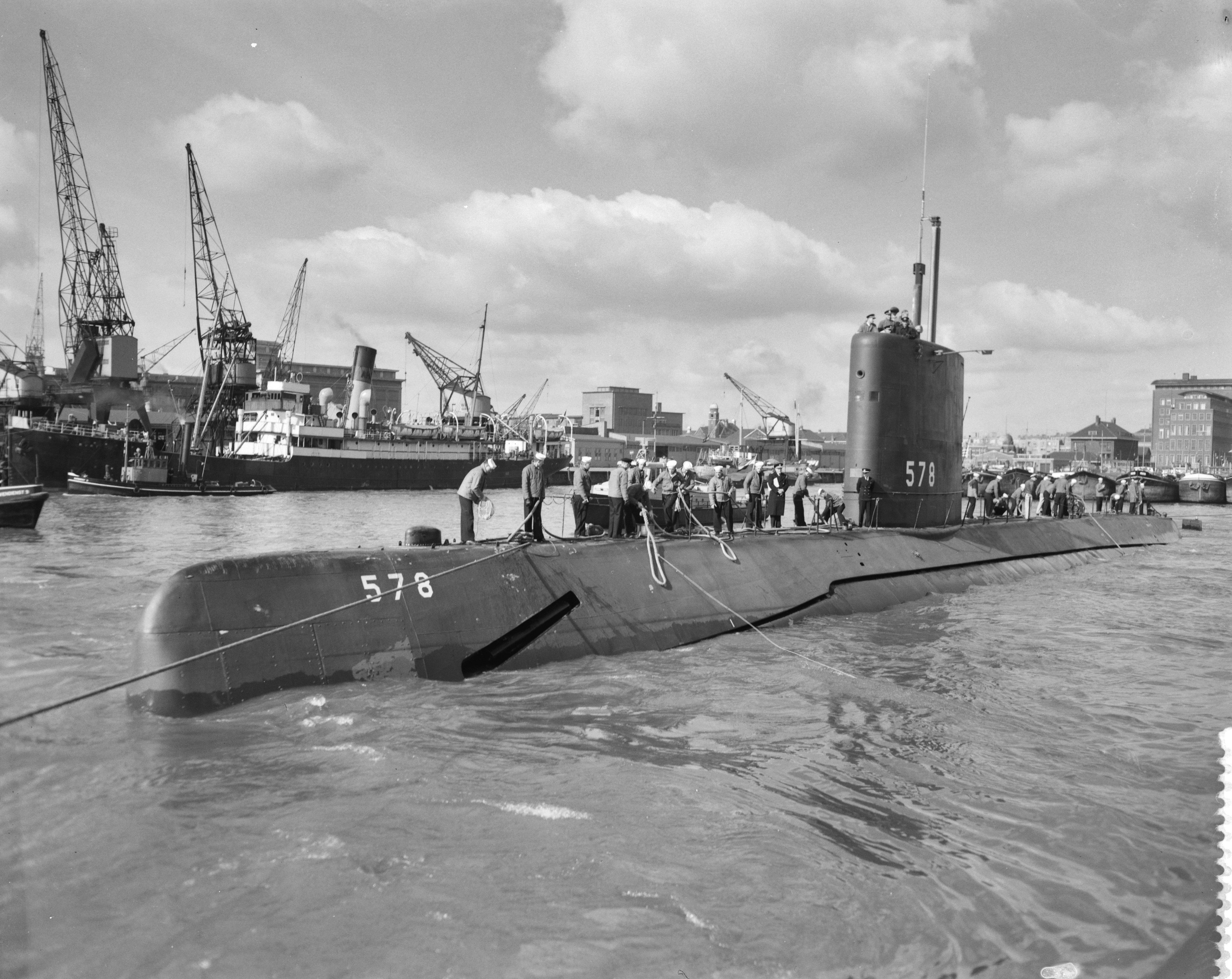
Bezoek van de USS Skate aan Rotterdam

Op 11 augustus 1958 was de Skate de tweede Amerikaanse onderzeeboot, na de USS Nautilus, die de Noordpool bereikte. De Nautilus was een week eerder al dit punt gepasseerd. Het zee-ijs ter plaatse was te dik en er werd niet gepoogd om erdoor te breken. Op 23 augustus kwam de oefening ten einde en na havenbezoeken in Noorwegen, Nederland, België en Frankrijk voer hij terug naar de thuishaven New London, Connecticut waar hij op 25 september 1958 aankwam.
Op 17 maart 1959 kon de Skate wel door het zee-ijs op de Noordpool breken. De Amerikaanse vlag werd geplaatst en de as van de overleden poolreiziger Sir Harry Wilkins werd verstrooid.
In januari 1961 ging de Skate terug naar de werf voor normaal onderhoud en werden voor de eerste keer de brandstofstaven vervangen.
In de zomer van 1962 werd met de USS Seadragon, ook van de Skate-klasse, onder het Noordpoolijs geoefend en beide onderzeeboten braken door het zee-ijs van de Noordpool op 2 augustus 1962.
Na deze poolreizen werd de kernonderzeeër ingezet op diverse andere plaatsen zoals de Caribische Zee, de Middellandse Zee en ook nog in het noordpoolgebied. In 1977 werd Pearl Harbor de thuisbasis. Op 12 september 1986 werd hij uit dienst genomen en op 30 oktober 1986 naar de Puget Sound Naval Shipyard gebracht om ontmanteld en gesloopt te worden.

## Naslagwerk
- (en)  James Calvert, Surface at the Pole, Annapolis, Maryland, 1996, ISBN 1 55750 119 X